# Dactylicapnos
Dactylicapnos – rodzaj z rodziny makowatych (Papaveraceae) i podrodziny dymnicowych Fumarioideae. Obejmuje 10 lub 12 gatunków występujących w rejonie Himalajów i w Chinach.

## Morfologia
Pnące się rośliny jednoroczne lub byliny, nagie. Cienka łodyga osiąga od ok. 1 do 8 m długości, rozgałęzia się sympodialnie. Blaszka liściowa złożona, trójdzielna lub pierzasta. Końcowe odcinki (listki) trójdzielne. Końcowy odcinek liści (z wyjątkiem dolnych) przekształcony jest w rozgałęziony wąs czepny. Kwiatostany przewisające, składają się z 2–14 kwiatów. Przysadki równowąskie, całobrzegie do strzępiaście ząbkowanych. Kwiaty z dwiema płaszczyznami symetrii o kształcie sercowatym lub owalnie wydłużonym. Osiągają do 26 mm długości i 10 mm szerokości. Płatki są jasnożółte do pomarańczowych, często czerwieniejące. Końcowe odcinki płatków zewnętrznych są lekko wywinięte na zewnątrz, u nasady są woreczkowato rozszerzone. Pręciki dwa, trójdzielne, każdy z miodnikiem u podstawy rozszerzającym się w kierunku woreczkowatych zagłębień płatków korony. Szyjka słupka trwała, zakończona niemal kwadratowym znamieniem, w każdym narożniku z brodawką. Owocem jest sucha torebka otwierająca się dwiema klapami, z trwałą przegrodą wewnętrzną. 

## Systematyka
Pozycja systematyczna według Angiosperm Phylogeny Website (aktualizowany system APG III z 2009)
Rodzaj z podrodziny dymnicowych Fumarioideae, rodziny makowatych Papaveraceae zaliczanej do rzędu jaskrowców (Ranunculales) i wraz z nim do okrytonasiennych. W obrębie podrodziny należy do podplemienia Corydalinae z plemienia Fumarieae.
Wykaz gatunków
- Dactylicapnos burmanica (K. R. Stern) Lidén
- Dactylicapnos gaoligongshanensis Lidén
- Dactylicapnos grandifoliolata Merrill
- Dactylicapnos leiosperma Lidén
- Dactylicapnos lichiangensis (Fedde) Handel-Mazzetti
- Dactylicapnos macrocapnos (Prain) Hutchinson
- Dactylicapnos roylei (J. D. Hooker & Thomson) Hutchinson
- Dactylicapnos scandens (D. Don) Hutchinson
- Dactylicapnos schneideri (Fedde) Lidén
- Dactylicapnos torulosa (J. D. Hooker & Thomson) Hutchinson